# Patrick Cahuzac
Patrick Cahuzac, né en 1963, à Strasbourg, est un écrivain, éditeur et libraire français.

## Carrière
Patrick Cahuzac publie son premier roman, Parole de singe, en 1990, dans la collection « Le Chemin », fondée par Georges Lambrichs, aux éditions Gallimard. Le livre est récompensé par le prix Fénéon et une bourse d'encouragement du Centre national du livre.
En 1991, l'auteur est pensionnaire de la Villa Médicis, à Rome. En 1993, il entre aux éditions Gallimard comme lecteur. Il y reste jusqu'en 1999, tout en conseillant Isabelle Gallimard, directrice du Mercure de France, durant l'année 1997.
Son deuxième roman, L'Énergumène, paraît aux éditions Gallimard en 1996. En 1998, l'auteur séjourne au Japon pendant plusieurs mois (lauréat de la Villa Kujoyama, Kyoto, pour son deuxième roman).
À son retour en France, il fonde, en 1999, le pôle multimédia de création littéraire Inventaire/Invention au sein du Métafort d'Aubervilliers mis en place par Jack Ralite. Patrick Cahuzac assure notamment la direction éditoriale de cette structure pionnière dans le domaine du multimédia littéraire. Il y publie plus d'une centaine d'auteurs contemporains parmi lesquels François Bon, Albane Gellé, Emmanuel Adely, Tanguy Viel, Liliane Giraudon, Arno Calleja.
En 2009 s'arrête l'activité d'Inventaire/Invention, placée en liquidation judiciaire. Patrick Cahuzac ouvre alors une librairie à Saumur, Le Livre à venir.

## Œuvres
- Parole de singe, roman, 1990, éditions Gallimard, prix Fénéon 1990
- L'Énergumène, roman, 1996, éditions Gallimard
- Le Désert de Brest, récit, 1999 in: Onze, Grasset/Les Inrockuptibles
- Résistance, 61 messages personnels présentés par…, 2003, Inventaire/Invention